# 埃爾布里奇鎮區 (伊利諾伊州埃德加縣)
埃爾布里奇鎮區（英語：Elbridge Township）是位於美國伊利諾伊州埃德加縣的一個行政鎮區。

## 地方資料
根據2010年美國人口普查的數據，埃爾布里奇鎮區的面積為112.60平方千米，當中陸地面積為112.50平方千米，而水域面積為0.10平方千米。當地共有人口779人，而人口密度為每平方千米6.92人。